# Frans Göbel
Frans Christiaan Cornelis (Frans) Göbel (Amsterdam, 11 juli 1959) is een Nederlands roeier en tweevoudig wereldkampioen. Daarnaast vertegenwoordigde hij Nederland tweemaal op de Olympische Spelen, maar won daarbij geen medailles.

## Roeiprestaties
De lichte roeier van de Amsterdamse roeivereniging KARZV De Hoop was bij de wereldkampioenschappen 1989 (Bled, Joegoslavië) en 1990 (Lake Barrington, Australië) wereldkampioen in de lichte skiff. Eerder haalde hij al zilver op het WK van 1988 en was hij winnaar van de Universiade in 1987 (lichte skiff).
Daarnaast voer hij tweemaal op een Olympische Spelen: In 1984 (Los Angeles) werd hij 10e in de M4x en in 1992 (Barcelona) 15e in de (zware) skiff.
Frans Göbel dankt de bijnaam 'Keizer van de Amstel' aan het feit dat hij twaalf keer, van 1983 tot en met 1994, de Skiffhead wist te winnen. Slechts in 1983 had hij de Duitser Andreas Schmelz als mede-winnaar. Die roeide echter met een rolriggerskiff, hetgeen internationaal was toegestaan was  in de jaren 1981, 1982 en 1983. Vanaf 1984 werd de rolrigger niet meer toegestaan om financiële redenen.
Lange tijd was Göbel drager van De Gouden Riem, totdat hij die in 2006 overdroeg aan Marit van Eupen.
In 2009 won hij nog de tijdrit over de Afsluitdijk tijdens het door studentenroeivereniging ASR Nereus jaarlijks georganiseerde 'Rondje IJsselmeer'.

## Titels
- Wereldkampioen lichte skiff - 1989, 1990

## Palmares

### roeien (skiff)
- 1992: 16e OS - 7.12,76

### roeien (lichte skiff)
- 1978: 9e WK - 7.40,57
- 1987:  Universiade
- 1988:  WK - 7.09,86
- 1989:  WK - 7.17,07
- 1990:  WK - 7.21,24
- 1991: 4e WK - 6.53,41

### roeien (dubbel-vier)
- 1979: 12e WK
- 1983: 8e WK - 6.01,15
- 1984: 9e OS - 6.12,41
- 1985: 10e WK - 6.01,93

### roeien (lichte dubbel-vier)
- 1990: 4e WK - 5.50,05

Mark Emke · 
Steven van Groningen · 
Frans Göbel · 
Nico Rienks